# Malibu Shark Attack
Malibu Shark Attack (no Brasil: Tubarão de Malibu. Portugal: Ataque de Tubarão em Malibu) é um telefilme de 2009 dirigido por David Lister e produzido pelo canal fechado Syfy. È o décimo nono filme na série meneater.

## Sinopse
A salva-vidas Heather (Peta Wilson) é disputada por dois homens, seu ex-namorado Chávez (Warren Christie) e o atual Colin (Jeffery Gannon). Ela divide as funções de cuidar da praia de Malibu com Doug (Remi Broadway), que não quer aceitar sua atração por Jenny (Chelan Simmons), e com Barb (Sonya Salomaa) que acaba de receber um pedido de casamento de Bryan (Nicolas G.Cooper). Em um dia de sol como qualquer outro, um forte tremor liberta seis tubarões-duende de uma caverna subterrânea, e nadadores são atacados na região. Consequentemente, os tremores geram um tsunami que deixa a praia submersa, à exceção de um prédio em construção e a cabana de salva-vidas, onde os personagens já apresentados (menos Colin) revolvem se abrigar. Assim, os animais circulam a área, e os jovens precisam encontrar meios de sobrevivência, seja se protegendo ou enfrentando os inimigos com o que encontram pelo caminho.

## Elenco
- Peta Wilson como Heather
- Warren Christie como Chávez
- Chelan Simmons como Jenny
- Remi Broadway como Doug
- Sonya Salomaa como Bárbara "Barb"
- Nicolas G.Cooper como Bryan
- Jeffery Gannon como Colin Smith
- Mungo McKay como George
- Reenee Bowen como Yancey
- Evert McQueen como Karl